# Halcones Xalapa
Gli Halcones Xalapa sono stati una società cestistica avente sede a Xalapa, in Messico. Fondati nel 2003, giocano nella Liga Nacional de Baloncesto Profesional.
Disputavano le partite interne nel Gimnasio de la USBI, che ha una capacità di 2 789 spettatori.